# Biff Bang Pow!
Biff Bang Pow! est un groupe d'indie pop britannique, originaire de Londres, en Angleterre. Il est actif entre 1983 et 1991.

## Biographie
Biff Bang Pow! est le groupe d'Alan McGee, le fondateur du label Creation Records. Les disques du groupe paraissent sous ce label. Le nom du groupe est emprunté à un morceau du groupe des années 1960 The Creation,. Alan McGee avait publié avec son ancien groupe, The Laughing Apple, trois singles en 1981 et 1982. Biff Bang Pow! mélange un son psychédélique et garage à des chansons pop. Cela le rattache au style musical des groupes de Creation Records de l'époque, et, au-delà, à la vague noisy pop rendue célèbre par la compilation C86.
Dave Evans remplacera Foster (qui partira en solo sous le nom de Slaughter Joe), et le guitariste Andrew Innes (plus tard Primal Scream) se joint à temps partiel. Leur premier album, Pass the Paintbrush...Honey, est publié au début de 1985, et fait un mélange de mod, psychedelia et new wave. En 1986 sort leur plus grand album, The Girl Who Runs the Beat Hotel, qui reste dans la même lignée que leurs influences psychédéliques et sixties pop. Avec Biff Bang Pow!, cependant, McGee continue avec la guitare pop, entraînant un son mélancolique dans les albums suivants du groupe : Oblivion (1987), Love Is Forever (1988), Songs for the Sad Eyed Girl (1990), et Me (1991). Deux compilations, L'Amour, Demure, Stenhousemuir et Debasement Tapes sont publiées chez Creation, et Bertula Bop est publié en 1994 sous le label Tristar. Une collection, Waterbomb, compilée par Joe Foster, est publiée chez Rev-Ola Records en 2003.

## Discographie
- 1985 :Pass the Paintbrush... Honey
- 1987 :The Girl Who Runs the Beat Hotel
- 1987 : Oblivion
- 1988 : Love Is Forever
- 1990 : Songs for the Sad Eyed Girl
- 1991 : Me